# Casa Pius Anfres Martí
La Casa Pius Anfres Martí, també conegut com la Tela, és un edifici del municipi de Granollers (Vallès Oriental) protegit com a bé cultural d'interès local.

## Descripció
És un edifici aïllat de tipologia ciutat-jardí, de planta quadrada. Consta de planta baixa, pis i golfa amb coberta a quatre vessants.

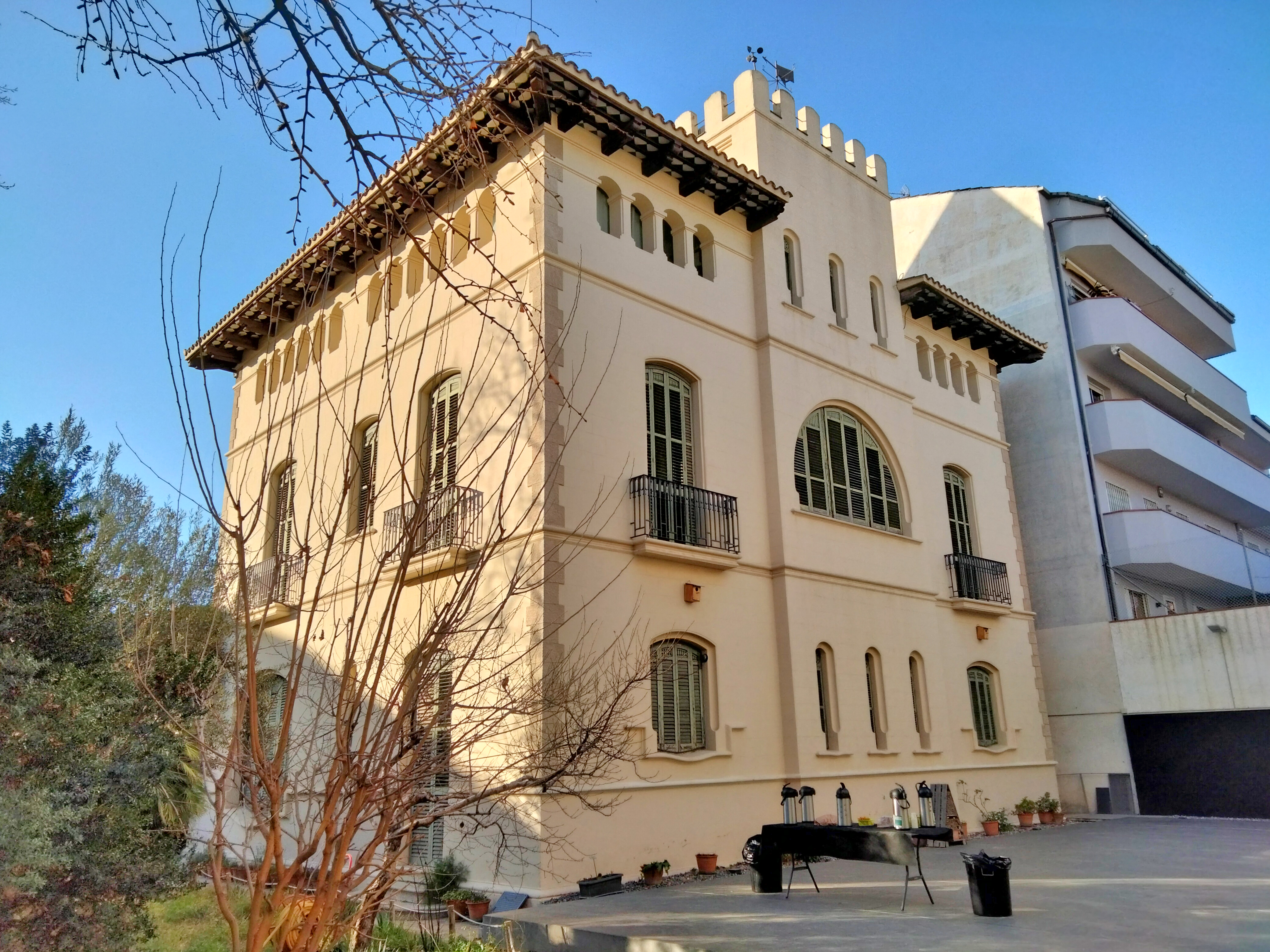
Angle sud-est

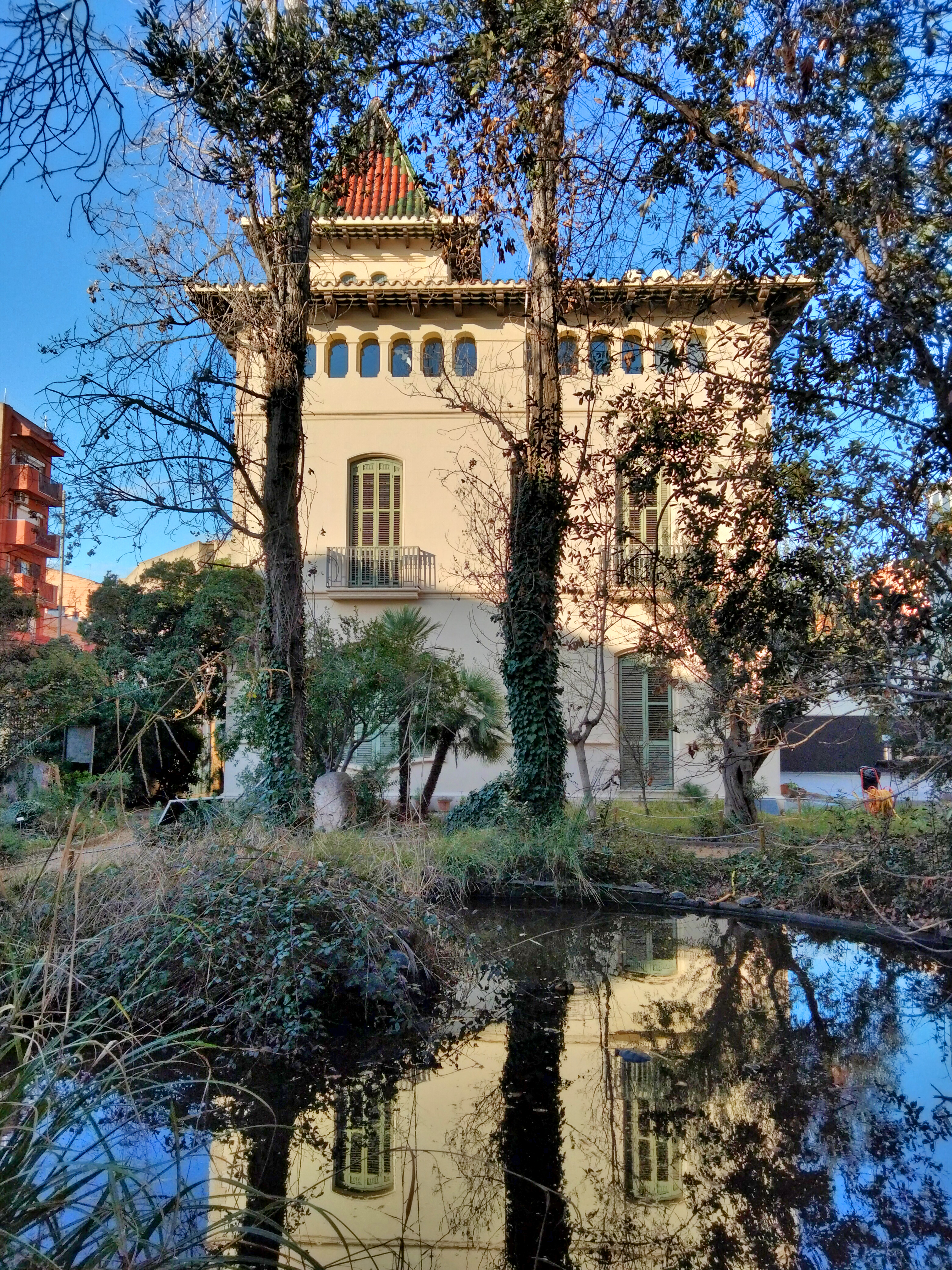
La casa, reflectida a l'estnay del jardí

La façana principal és de composició simètrica, sobresortint un cos més alt de planta quadrada en un pla més endavant que la resta de l'edifici a manera de torre mirador amb finestres geminades.
Les façanes són de carreus de pedra emblanquinats i vistos a les cantonades. Al segon pis, les finestres es disposen a partir d'arcuacions rebaixades.

## Història
L'activitat industrial del segle xix portà la indústria tèxtil a Granollers, que començà la seva creixença amb les manufactures cotoneres i llurs indústries auxiliars, que van estendre la tram urbana fora del recinte emmurallat i prop de les vies de comunicació, i iniciaren l'allargament del nucli urbà, entre el Congost i el Ferrocarril de França.
És així com la carretera de Barcelona-Ribes es converteix en l'eix de la ciutat, zona de l'eixample al final del segle xix i començament del XX, on trobem representats els moviments arquitectònics dels darrers cent anys. L'edifici va ser restaurat el 1986, amb la finalitat de ser la seu del Museu de Ciències Naturals de Granollers.
L'edifici va ser promogut per Pius Anfres i Martí, un enginyer que va fundar una fàbrica tèxtil a Granollers.